# Черепаново (Красночетайський район)
Черепа́ново (рос. Черепаново, чув. Туктамăш) — присілок у Чувашії Російської Федерації, у складі Красночетайського сільського поселення Красночетайського району.
Населення — 957 осіб (2010; 1078 в 2002, 1569 в 1979, 1857 в 1939, 1752 в 1926, 1294 в 1897, 1000 в 1869, 1395 в 1795). Національний склад — чуваші, росіяни, татари.
Національний склад (2002):
- чуваші — 98 %

## Історія
Історичні назви — Сури-Тохтамиш, Тохтамиші, Токтамиші. До 1724 року селяни мали статус ясачних, до 1835 року — державних, до 1863 року — удільних, займались землеробством, тваринництвом, слюсарством. 1929 року створено колгосп «День Врожаю». До 1918 року присілок входив до складу Тувановської сотні Юмачевської волості, Тувановської, Курмиської волостей (у період 1835–1863 років у складі Курмиського удільного приказу), до 1920 року — Красночетаївської волості Курмиського, до 1927 року — Ядринського повітів. З переходом на райони 1927 року — спочатку у складі Красночетайського, у період 1962–1965 років — у складі Шумерлинського, після чого знову переданий до складу Красночетайського району.

## Господарство
У присілку діють школа, клуб, бібліотека, фельдшерсько-акушерський пункт, стадіон та 4 магазини.